# José Campos e Sousa
José Campos e Sousa (Lisboa, 25 de Maio de 1947) é um compositor e intérprete de música português.
O seu pai (também chamado José Campos e Sousa) fez parte da comissão de organização da Causa Monárquica e teve uma incursão nas fileiras do Nacional-sindicalismo.

## Biografia
Começou a sua vida musical nos anos 60, influenciado pelas tendências da época: Beatles, Georges Brassens, Léo Ferré, Jacques Brel, Serge Reggiani, Charles Aznavour e também Bossa Nova.
Foi membro fundador da Banda do Casaco. Em 1975 optou por uma carreira a solo, interpretando fundamentalmente temas compostos por si sobre textos de grandes poetas portugueses: Camões, Pessoa, António Sardinha, Torga, David Mourão Ferreira, Vasco Graça Moura, Rodrigo Emílio, Fernando Tavares Rodrigues, José Alberto Boavida, Diogo Pacheco de Amorim e António Tinoco entre outros.
Com Dafne, Judi Brennan, João Henrique e Francisco Graça fez parte do grupo Fantástica Aventura que participou no Festival RTP da Canção de 1977 com A Flor e o Fruto, orquestrado por Celso de Carvalho.
"Cantiga de Algibeira", o seu primeiro disco a solo, contou com a produção de António Avelar de Pinho e Nuno Rodrigues, e foi editado pela editora Imavox.
Em 1978 lançou o álbum "Josephine" que contou com a colaboração nas letras de António Avelar de Pinho. Também aparecem neste disco dois poemas de Fernando Pessoa e outro de Diogo P. Amor.
Em 1980, os Fantástica Aventura, agora com Judi Brennan, José Campos e Sousa, Luís e Pamela Pinto Freitas, actuou só uma vez com esta formação, no Festival RTP da Canção,com "Ai, Ai, Tão, Tão", música de Luis Pinto de Freitas.
Em 1983 lança novo álbum: "Ceia". Quatro dos poemas são de Rodrigo Emílio. Neste disco participam nomes como António Emiliano, Celso de Carvalho, Ramon Galarza, Armindo Neves, Pedro Caldeira Cabral e João Maló.
Participa no Festival RTP da Canção de 1984 com o tema "Cidade Mar". Em 1985, por ocasião do cinquentenário da morte do poeta, editou “Em Pessoa”, em colaboração com Maria Germana Tânger e Luís Pavão, trabalho prefaciado por António Quadros. Os arranjos tiveram a assinatura de António Emiliano.
Foi o autor e intérprete da banda sonora das séries de televisão "O Veneno do Sol" (1991) e “Catavento” (1992), sendo autor dos poemas da segunda. 
Foi também o autor da partitura musical da Missa em Fado “Quando o Fado é Oração”, interpretada pelo Grupo In Nomine, do qual foi membro fundador.
O disco "Rodrigamente cantando" é uma homenagem ao grande poeta e amigo Rodrigo Emílio falecido pouco tempo antes. Em Dezembro de 2008 editou um CD comemorativo dos 120 anos de Pessoa – “Mensagem À Beira-Mágoa”. 
A música para a peça “Judite, Nome de Guerra”, de Almada Negreiros, levada à cena no Teatro São Luíz, em Lisboa, por ocasião do Festival Internacional de Teatro, tendo sido também um dos intérpretes.
A partitura musical do espectáculo “Lágrima”, cantado pelo Grupo “In Nomine” no âmbito das celebrações dos 650 anos sobre a morte de Inês de Castro – “Ano Inesiano da Cultura”.
A partitura musical do Hino dos Fuzileiros que faz parte do reportório oficial da Banda da Armada.
Hoje a sua vida musical concentra-se em trabalhos temáticos sobre grandes poetas ou assuntos que lhe são especialmente caros: “Nossa Senhora na Poesia Portuguesa”, A Monarquia, “Portugal”, “O Amor”, “Lisboa”. A sua carreira a solo tem sempre presente a poesia de Fernando Pessoa, quer em espectáculos, quer na discografia. Um dos seus mais recentes projectos é a preparação de um trabalho sobre a tradução de Fernando Pessoa do poema “O Corvo”, de Edgar Allan Poe.
No âmbito das comemorações dos 80 anos de David Mourão-Ferreira, levadas a cabo pela Câmara Municipal de Oeiras, produziu e interpretou um espectáculo dedicado ao poeta.
Fez também parte do Coro de Música Polifónica Cappella Olisiponensis Basilicae Martyrum.
A mezzosoprano polaca Joanna Dobrakovska interpreta uma Avé Maria da sua autoria integrada no espectáculo “Avé Marias de todo o mundo”.

## Discografia
- Cantiga de Algibeira/Tragam Rosas Brancas (Single, Imavox, 1977)
- Josephine (LP, EMI, 1978)
- Ceia (LP, EMI, 1983)
- Cidade Mar/Aguarela (Single, Orfeu, 1984) [3]
- Em Pessoa (LP, 1985)
- Nossa Senhora do Carmo, 1988
- Conjurados, 1988
- Quando o Fado é Oração (Missa em Fado)1995 (BMG) (integrado no In Nomine)
- Lusitânia em Giesta Florida, 1997
- Portugal Sempre, 2001
- Rodrigamente cantando (CD, 2004)
- Mensagem - À Beira-Mágoa (CD, 2008)
- São Nuno de Santa Maria – Por Portugal e Mais Nada”, Novembro de 2009
- Rodrigamente Cantando, 2.ª edição, Novembro de 2009

## Composições musicais
- António Moreira da Silva, “A Son(h) o Solto”
- António Pinto Basto, “Rendas Pretas”, 2001
- António Pinto Basto, “Letras do Fado Vulgar”, 2002, em parceria com o poeta Vasco Graça Moura
- Manuela Teles da Gama, “Fados a Nossa Senhora”, 2004

## Autor de músicas integradas em CDs de
- José da Câmara, Luz Sá da Bandeira, Hélder Moutinho, Eduardo Falcão

## Hinos
- Deus, Pátria, Rei, Hino Monárquico
- Hino da Associação dos Fuzileiros
- Hino da Companhia de Caçadores 2759 / Moçambique (música e letra)
- Hino da Campanha Autárquica CDS-PP de Idanha-a-Nova, 1998
- Hino da Campanha Autárquica CDS-PP de Elvas, 2002 (música e letra)
- Hino Comemorativo dos 25 anos da Unicre/Unibanco(música e letra)
- Ressureição, Hino do Movimento Nacionalista[4]